# Оральный секс

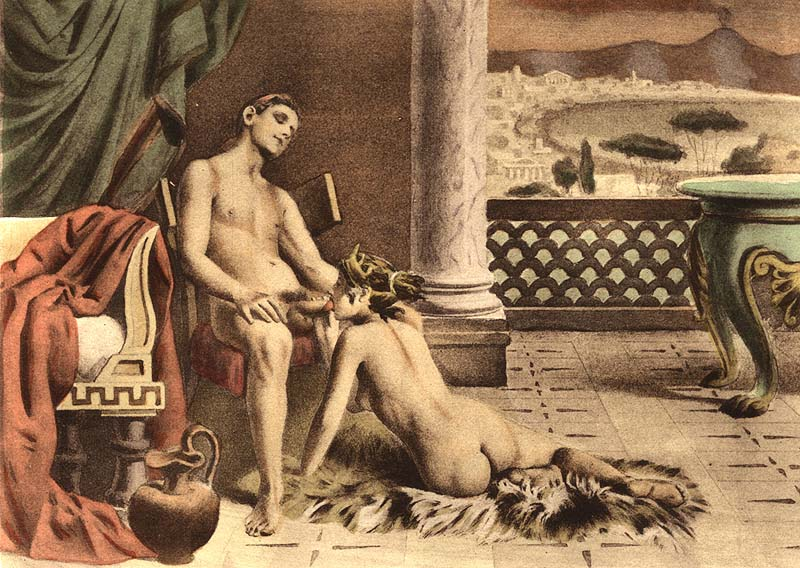
Фелляция. Картина Эдуара Анри Авриля

Ора́льный се́кс (от лат. os, oris — рот) — половой акт, в котором половое возбуждение и удовлетворение достигаются ласками половых органов партнёра губами, зубами, языком, внутренней частью щеки, язычком нёба, глоткой, всем ртом и ротовой полостью в целом либо комбинацией этих частей тела. Ласкание эрогенных зон проходит в форме поцелуев, лизания, массирующих движений языком, нежного покусывания, посасывания (возвратно-поступательных движений ртом и губами) или сосания (с созданием вакуума в ротовой полости).
В качестве особого вида орального секса можно рассматривать анилингус.
Оральный секс, помимо человека, обнаруживается у других приматов, а также у рукокрылых.

## Виды орального секса

### Минет

Фелляция

Мине́т, или, менее правильно, минье́т (фр. faire des minettes — (разг.) щекотать, ласкать) — собирательное название орального секса, при котором половой член пассивно возбуждается ртом, языком, зубами или горлом принимающего партнёра. Синонимы: пенилинкция, фаллаторизм (др.-греч. φαλλός — половой член). В 1890-е годы в русском языке был распространён вариант минетка (см. дневники Брюсова); в 1920—1930-е годы слово минет употреблялось и для обозначения куннилингуса (см. дневники Хармса).

### Аутофелляция
Аутофелляция (от др.-греч. αὐτός — сам и лат. fello — сосу) — (синонимы: автофелляция, самоминет, самоотсос) разновидность минета, форма полового самоудовлетворения, при котором мужчина делает минет себе сам.

### Иррумация
Иррума́ция (лат. irrumare — сосать, засасывать, «предоставлять половое удовольствие с помощью раздражения ртом») — одна из форм совершения проникающего полового сношения, которая заключается в выполнении активных толчковых движений половым членом в ротовой полости и глотке партнёра. Особое удовольствие активному партнёру (совершающему активные движения половым членом) доставляют глотательные движения нёбного язычка пассивного (принимающего половой член) партнёра. При достижении оргазма у мужчины и, как следствие эякуляции, при занятии такой формой орального секса вкус спермы практически не чувствуется или отсутствует полностью, так как сперма минует вкусовые рецепторы расположенные на языке и проходит глубже в пищевод, а затем попадает в желудок.

### Макание «чайного пакетика»
Teabagging, в России чаще используется название «Пакетик чая» — это отдельная форма совершения орального полового сношения, обозначающая процесс, когда мужчина макает или кладёт оба яичка своей мошонки в ротовую полость, на лицо или вокруг лица (включая верх головы) партнёра, часто с повторными движениями внутрь и наружу, как при иррумации.

### Куннилингус

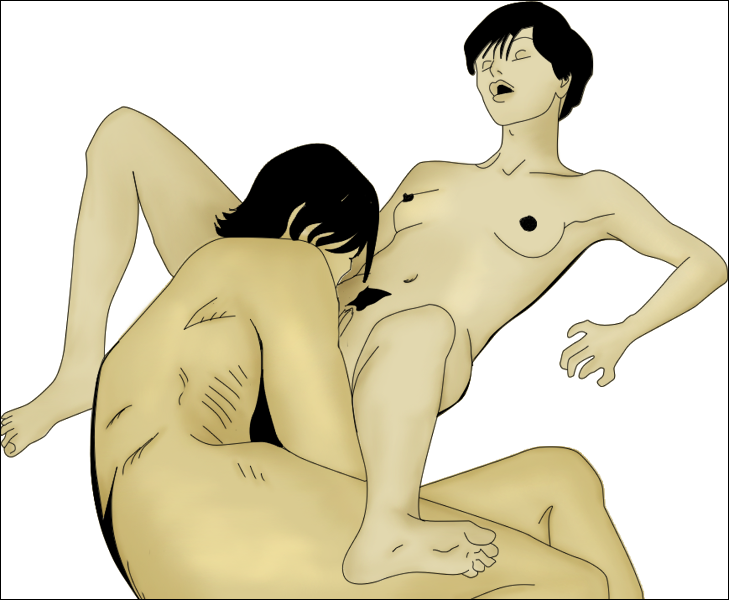
Куннилингус

Куннили́нгус (лат. cunnus — наружные женские половые органы + лат. lingo — лизать; синонимы — кумбитмака, ламбитус, ланет) — форма орального секса, сексуальное возбуждение женщины путём воздействия на клитор и вульву губами, языком или зубами. Наиболее распространённая форма куннилингуса — поцелуи, сосание, лизание или лёгкие покусывания клитора, которые могут сопровождаться возвратно-поступательными движениями пальцев в вагине.

### Анилингус
Анилингус (лат. anus — задний проход + lingo — лизать; синонимы — анилинкция, римминг англ. rimming или не совсем корректный вариант аналингус) — сексуальная практика, подразумевающая стимуляцию заднепроходной области языком или губами с целью вызвать сексуальное возбуждение или доставить сексуальное удовлетворение.

## Гигиенические и медицинские аспекты
В занятиях следует использовать презервативы (для мужчин) и латексные плёнки (для женщин), чтобы избежать передачи инфекционных заболеваний, которая возможна в случае орального секса так же, как и в случае вагинального. Однако рекомендации врачей соблюдаются нечасто по двум причинам: даже тонкий презерватив снижает чувствительность, а неприятный «резиновый» вкус не способствует сексуальному настроению.
Занятия оральным сексом опасны при любых воспалительных процессах в ротовой полости и верхних дыхательных путях (острых респираторных вирусных инфекциях, ангинах, скарлатинах, тонзиллитах, фарингитах и др.), поскольку инфекция, распространясь на половые органы партнёра, может дать воспалительные эффекты в мочеполовой системе. Подобные инфекции часто имеют нехарактерную клиническую картину (что затрудняет диагностику) или симптомы, схожие с симптомами некоторых инфекций, передаваемых половым путём.
В результате практики орального секса возможна передача инфекционных заболеваний, вызываемых бактериями, вирусами и грибками. Микроорганизмы полости рта (как в норме, так и при заболеваниях, например, кариесе) также могут вызывать воспалительные процессы мочеполовой системы и нарушение микрофлоры половых органов. К заболеваниям, которые могут передаваться посредством орального секса, относят, в частности:
- Сифилис
- Гепатит А, Б
- Герпес
- СПИД (несмотря на довольно низкую вероятность, возможность передачи ВИЧ существует в случае, если во рту одного из партнёров имеются ранки).

В случае несоблюдения гигиены полости рта возможно раздражение слизистых оболочек половых органов частицами пищи, алкоголем, сигаретным нагаром и пр.

## Оральный секс и религия
- Ислам не запрещает оральную стимуляцию половых органов, но некоторые авторитетные исламские учёные её не рекомендуют, считая эякуляцию в рот нежелательной[6].
- Часть традиционных конфессий христианства запрещает оральный секс[7]. Однако в Библии прямого запрета нет. Поэтому в настоящее время некоторые христианские конфессии не запрещают оральную стимуляцию половых органов.
- Католическая и православная[8] церкви рассматривают секс как механизм продолжения рода. Поэтому любые виды секса, в том числе и оральный, не ведущие и не могущие вести к зачатию, этими церквями осуждаются[9].
- Свидетели Иеговы негативно относятся к оральному сексу в браке, если только он совершается в грубой, насильственной, развратной или опасной для здоровья форме, является проявлением похоти, либо осуждается совестью одного из партнёров, в других случаях вопрос решается супругами между собой. Вне брака оральный секс считается блудом, равно как и обычный секс[10][11].
- В части направлений буддизма строго запрещено невагинальное половое сношение[12].

## Оральный секс и общество
Г. Б. Дерягин отмечает, что в низкокультурных слоях общества, а особенно в уголовной субкультуре, оральный секс рассматривается не только как способ достижения оргазма, но и как средство унижения партнёра. В криминальной среде лица, делающие фелляцию, называются «вафлёры» («вафля́» на уголовном жаргоне — сперма или мужской половой орган). Они занимают низшее место в социальной иерархии данной среды, им нередко насильственно наносят специальные татуировки.

## Оральный секс и законодательство
Законодательства большинства стран мира не регламентируют практику орального секса.
Тем не менее, в некоторых государствах существуют выраженные законодательно исторические или религиозные запреты на некоторые формы половых сношений.
- В Сингапуре оральный секс до 2007 года был запрещён и карался десятью годами лишения свободы или штрафом в размере до 10 000 евро[15].
- Законы Индонезии запрещают оральный секс, но на практике нарушения преследуются редко.
- В некоторых штатах США до 2003 года оральные сношения были запрещены. Закон на практике применялся только для увеличения меры вины обвиняемого в случае наличия более тяжких сексуальных преступлений.